# Leptoclinus maculatus
Leptoclinus maculatus, es una especie de pez actinopeterigio marino, la única del género monotípico Leptoclinus de la familia de los estiqueidos.

## Biología
Cuerpo alargado característico de la familia, con una longitud máxima descrita de 20 cm. Tiene de 57 a 60 espinas en la aleta dorsal y ningún radio blando, mientras que en la anal tiene una o dos espinas y muchos radios blandos, aleta caudal redondeada, con los cinco radios de las aletas pectorales muy largos y prolongan considerablemente. Color del cuerpo amarillo grisáceo con manchas irregulares oscuras.
Se alimenta de gusanos poliquetos y de crustáceos.

## Distribución y hábitat
Se distribuye por aguas de todo el océano Ártico en el hemisferio norte, en todas las costas dal norte de Europa, Asia, América del Norte y Groenlandia. La forma del océano Pacífico es tratada a veces como una subespecie Leptoclinus maculatus diaphanocarus. Habita el fondo del mar con comportamiento demersal, en un rango de profundidad entre 2 m y 607 m.